# Синбинь
Синби́нь (кит. упр. 兴宾, пиньинь Xīngbīn) — район городского подчинения городского округа Лайбинь Гуанси-Чжуанского автономного района (КНР).

## История
После основания империи Тан в 621 году здесь был создан уезд Вэньань (文安县), впоследствии переименованный в Лэша (乐沙县). В 667 году он был переименован в Хуайи (怀义县), а в 743 — в Лайбинь (来宾县).
Во времена империи Сун в 974 году к уезду Лайбинь были присоединены уезды Сюньдэ (循德县) и Гуйхуа (归化县). В 1020 году был создан уезд Цяньцзян (迁江县).
Во времена империи Цин уезд Лайбинь был в 1725 году поднят в статусе, став Лайбиньской непосредственно управляемой областью (宾州直隶州), однако уже в 1734 году этого статуса лишился, вновь став обычным уездом.
После вхождения этих мест в состав КНР в конце 1949 года уезд Лайбинь вошёл в состав Специального район Лючжоу (柳州专区), а уезд Цяньцзян — в состав Специального района Умин (武鸣专区). В январе 1951 года Специальный район Умин был расформирован, и уезд Цяньцзян был передан в состав Специального района Наньнин (南宁专区), а в августе того же года он перешёл в состав Специального района Лючжоу. В ноябре 1952 года уезд Цяньцзян был присоединён к уезду Лайбинь. В декабре 1952 года в провинции Гуанси был создан Гуйси-Чжуанский автономный район (桂西壮族自治区), и Специальный район Лючжоу вошёл в его состав.
В 1953 году Специальный район Лючжоу был расформирован, и эти места перешли в состав Специального района Ишань (宜山专区) Гуйси-Чжуанского автономного района провинции Гуанси. В 1956 году Гуйси-Чжуанский автономный район был переименован в Гуйси-Чжуанский автономный округ (桂西僮族自治州).
В 1958 году автономный округ был упразднён, а вся провинция Гуанси была преобразована в Гуанси-Чжуанский автономный район; при этом был расформирован Специальный район Ишань, и уезд перешёл в состав воссозданного Специального района Лючжоу.
В 1971 году Специальный район Лючжоу был переименован в Округ Лючжоу (柳州地区).
В июне 1981 года из уезда Лайбинь был выделен городской уезд Хэшань.
19 ноября 2002 года Округ Лючжоу был расформирован, и был создан городской округ Лайбинь; при этом уезд Лайбинь был расформирован, а на его месте был образован район городского подчинения Синбинь городского округа Лайбинь.

## Административное деление
Район делится на 3 уличных комитета, 7 посёлков и 13 волостей.